# Såsom hjorten träget längtar
Såsom hjorten träget längtar är en gammal psalm i åtta verser från 1551, skriven av Theodor Beza utifrån Psaltaren 42. Psalmen bearbetades 1573 av Ambrosius Lobwasser och sedan översattes den till svenska av Haquin Spegel 1694. Enligt sena upplagor av 1819 års psalmbok (efter 1917) gjorde Johan Olof Wallin en bearbetning av psalmen, men uppgiften finns inte med i dess upplagor före 1917 eller i 1937 års psalmbok då den blivit förkortad med två verser. 
Melodin är enligt 1697 års koralbok samma som till psalmerna Herren är mitt lius och hälsa (nr 44), Jesu! djupa såren dina (nr 151), Kom, min kristen, Gud till ära (nr 198), Bort, mitt hjärta, med de tankar (nr 243) och Ack, hur stort är mitt elände (nr 254).
Melodin är enligt Koralbok för Nya psalmer, 1921 en tonsättning från 1551 och samma som till psalmerna Han på korset, han allena (1921 nr 519), Lyft, min själ, ur jordegruset (1937 nr 339), Lyssna, Sion! Klagan ljuder (1937 nr 249), Trogen var och stadigt lita (1921 nr 611). 
Enligt senare psalmböcker är tonsättningen för "Han på korset, han allena" utförd 1623 av Johann Hermann Schein som föddes 1586, vilket är avsevärt senare än 1921 års koralboks 1551 för kompositionen, och att det är samma melodi som används till psalmen Herre Gud, för dig jag klagar. Det är oklart om samma melodi använts hela tiden eller om det blev en melodi efter Johann Crügers bearbetning av kompositionen 1640.

## Publicerad i
- 1695 års psalmbok som nr 53 under rubriken "Konung Davids Psalmer".
- 1819 års psalmbok som nr 460 under rubriken "Med avseende på de yttersta tingen: Längtan till det himmelska och eviga vid betraktandet av världens fåfänglighet och onda väsende".
- 1937 års psalmbok som nr 358 under rubriken "Trons prövning under frestelser och lidanden".
- Finlandssvenska psalmboken 1986, nr 360 "Såsom hjorten ivrigt längtar" under rubriken "Näd och nåd"